# Xian de Damxung
Cette page contient des caractères spéciaux ou non latins. S’ils s’affichent mal (▯, ?, etc.), consultez la page d’aide Unicode.
Le xian de Damxung (chinois : 当雄县 ; pinyin : dāngxióng xiàn ; tibétain : འདམ་གཞུང་རྫོང་, Wylie : dam gzhung rdzong, pinyin tibétain : Damxung Zong, THL : dam shyung dzong) est un xian (district), administratif de la région autonome du Tibet en République populaire de Chine. Il est placé sous la juridiction de la ville-préfecture de Lhassa.

## Histoire
La deuxième invasion mongole du Tibet, entre 1251 et 1253, décidée par Möngke Khan, voit d'une part Qoridai, le commandant des troupes mongoles, soumettre à la domination mongole toute la région jusqu'à Damxung (Dangquka), au nord-est de Lhassa, d'autre part une armée commandée par Dupeta ou Dobeta pénétrer dans le pays jusqu'à Dam, tuant, pillant, incendiant des maisons, détruisant des temples,

## Géographie
| Nom                            | Tibetain, Wylie, thl                | Chinois, pinyin           |
| ------------------------------ | ----------------------------------- | ------------------------- |
| bourg de Dangquka (zh)         | འདམ་ཆུ་ཁ།, ’dam chu kha, dam chukha  | 当曲卡镇, dāngqǔkǎ zhèn   |
| bourg de Yangbajain            | ཡངས་པ་ཅན།, yangs pa can, yangpachen | 羊八井镇, yángbājǐng zhèn |
| canton de Gyaidar (zh)         | རྒྱས་དར།, rgyas dar, gyé dar          | 格达乡, gédá xiāng        |
| canton de Nyingzhung (zh)      | སྙིང་དྲུང།, snying drung, nying drung   | 宁中乡, níngzhōng xiāng   |
| canton de Gongtang (zh)        | ཀོང་ཐང།, kong thang, kong tang       | 公塘乡, gōngtáng xiāng    |
| canton de Lungring (zh)        | ལུང་རིང།, lung ring, lung ring        | 龙仁乡, lóngrén xiāng     |
| canton de Wumatang (zh)        | དབུ་མ་ཐང།, dbu ma thang, uma tang    | 乌玛塘乡, wūmǎtáng xiāng  |
| canton de Namco (Damxung) (zh) | གནམ་མཚོ།, gnam mtsho, nam tso        | 纳木错乡, nàmùcuò xiāng   |

## Démographie
La population du district était de 38 473 habitants en 1999, 42 000 selon une citation datant de 2008

## Séisme
Un séisme d’une magnitude de 6,3 sur l'échelle de magnitude du moment (Mw) (selon l’Institut de géophysique américain (USGS)) a touché cette région le 6 octobre 2008 entraînant la mort de 30 personnes selon les autorités locales, et 9 selon les équipes de secours sur place.

## Immolation
Selon Radio Free Asia, un jeune Tibétain de 22 ans s'est auto-immolé le 7 juillet dans le district de Damshung (Dangxiong, en chinois) proche de Lhassa. Transporté à l'hôpital, il y serait décédé,. Il s'agit du quatrième cas d'auto immolation par le feu de Tibétains dans la région autonome du Tibet.